# تزریق داخل‌نخاعی
تزریق داخل‌نخاعی (به انگلیسی: Intrathecal) روشی برای تجویز داروها از طریق تزریق در داخل مچرای نخاعی یا فضای زیر عنکبوتیه است به طوری که به مایع مغزی-نخاعی (CSF) می رسد و در بی‌حسی نخاعی، شیمی درمانی یا مدیریت درد، مفید است. داروهایی که به این طریق مصرف می شوند نباید اثر سوء و یا حساسیتی در سیستم عصبی مرکزی ایجاد نمایند.